# Carbonells
Carbonells és una masia de Torà (Solsonès) inclosa a l'Inventari del Patrimoni Arquitectònic de Catalunya.

## Situació
La masia està situada a l'extrem nord-est del municipi, als plans que coronen les espesses obagues del marge esquerre de la rasa o riera de Llanera. Queda al sud del castell de Llanera, al costat de la masia de Pinyols.
Per anar-hi cal agafar el trencall a l'esquerra (N) (senyalitzat) que hi ha a la carretera de Torà a Ardèvol, aproximadament a 8,7 km. des de Fontanet, ja en terme de Pinós (41° 51′ 4.41″ N, 1° 30′ 24.21″ E / 41.8512250°N,1.5067250°E). Als 1,1 km.(41° 51′ 31.83″ N, 1° 30′ 13.05″ E / 41.8588417°N,1.5036250°E) es deixa la pista que porta al Castell de Llanera i l'Hostal Nou i s'avança cap a la masia de Soldevila, a l'esquerre, del terme de Torà. Immediatament després de dues granges es gira cap a la dreta i se segueix la pista principal que, primer en direcció nord i després cap a ponent ens portarà a la masia de Carbonells. Pinyols queda un xic més enllà.

## Descripció
Edifici de quatre façanes i tres plantes.

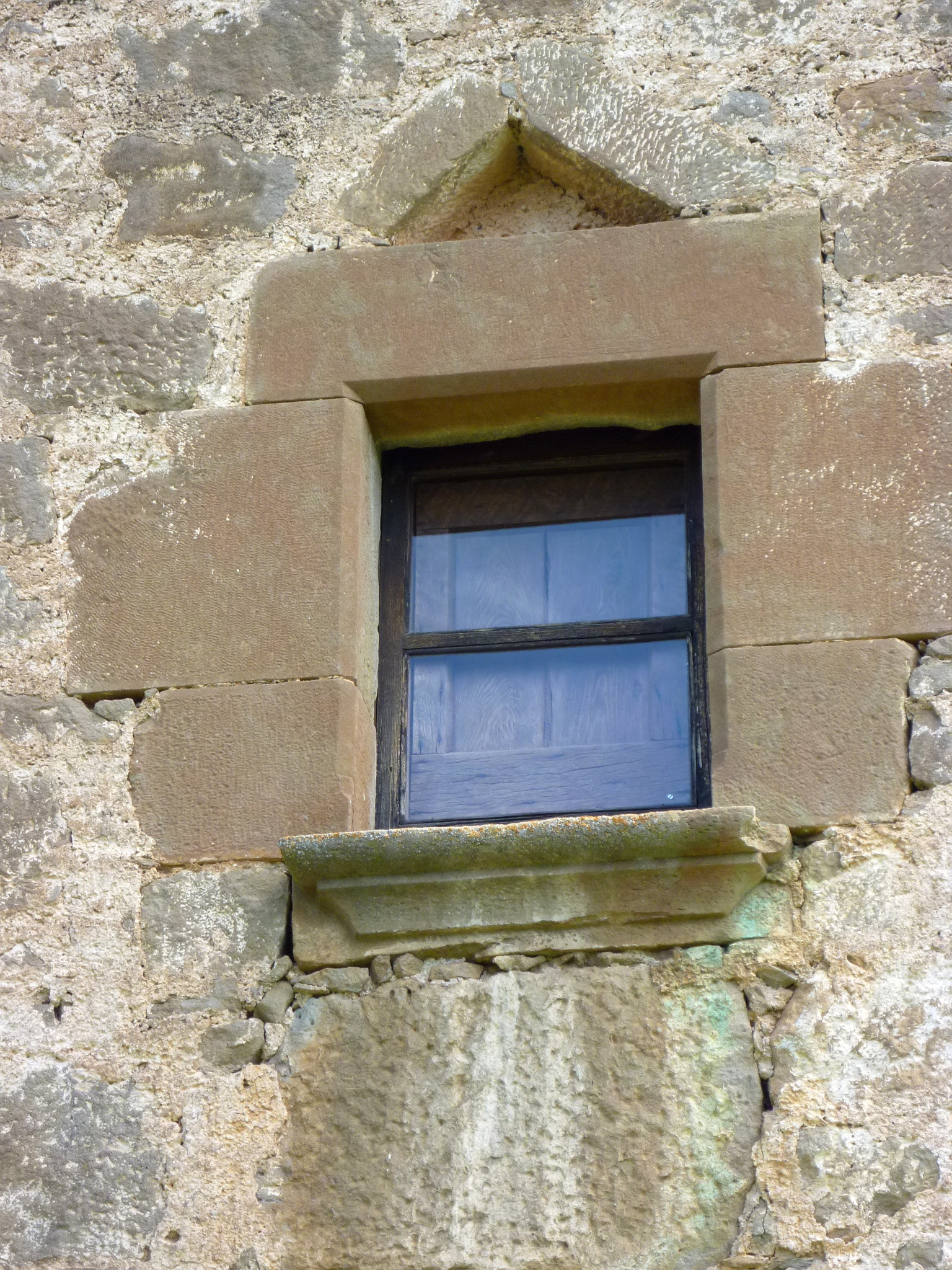
Finestra amb lloses de descàrrega

Precedeix la façana principal (est) un mur en forma de baluard amb una entrada que dona accés a un pati on hi ha la façana principal. La porta d'accés a la casa és en arc de mig punt. A la planta següent hi ha tres finestres en dimensions diferents. La de l'esquerra duu la data de 1763 a la llinda. A davall seu hi ha una espitllera. Algunes tenen dues lloses de descàrrega sobre la llinda. A la façana nord, té una espitllera a la planta baixa. A la planta següent hi ha dues finestres amb llinda de pedra i ampit. A la llinda de la finestra de l'esquerra hi ha la data 1764. Destacar que en aquestes dues finestres s'utilitza un recurs constructiu consistent en dues lloses inclinades formant una descàrrega damunt la llinda. A la darrera planta hi ha una altra finestra. A la façana oest, hi ha una finestra a la planta baixa. A la planta següent hi ha dues finestres iguals a les anteriors del mur nord. A la darrera planta n'hi ha dues més. A la façana sud, hi ha una petita obertura a la segona planta, i a la darrera hi ha dues obertures d'arc escarser.
La coberta és de dos vessants (est-oest), acabada amb teules.
A la part lateral esquerra s'annexava l'antic corral, ara convertit en un pati, una part es cobreix de forma porxada

## Història
La datació aproximada és del segle xviii però molt probablement té un origen més antic.